# جان بودن (بازیکن فوتبال)
جان بودن (انگلیسی: John Boden; q1 1882 – ۱۹ مارس ۱۹۴۶ (aged about 64)) بازیکن فوتبال اهل بریتانیا بود.
از باشگاه‌هایی که در آن بازی کرده‌است می‌توان به باشگاه فوتبال گلوسوپ نورث اند، باشگاه فوتبال گیلینگام، باشگاه فوتبال استون ویلا، باشگاه فوتبال ردینگ، باشگاه فوتبال پلیموث آرگیل، باشگاه فوتبال نورتویچ ویکتوریا، و باشگاه فوتبال لیتون اورینت اشاره کرد.